# الحريجات
الحريجات بلدة موريتانية وإحدى بلديات ولاية الحوض الغربي.